# Albert (premetrostation)
Albert is een station van de Brusselse premetro, gelegen in de gemeente Vorst.

## Geschiedenis
Het premetrostation Albert werd geopend op 3 december 1993 samen met het premetrogedeelte van Hallepoort, en stations Horta en Sint-Gillisvoorplein. Albert is tevens een van de eindstations van de Noord-Zuidas, wat zich vertaalt in een splitsing van de tunneluitgangen: tramlijnen 3 en 4 gaan naar het zuidoosten; terwijl tramlijn 51 (vroeger tramlijn 55) ten westen de oppervlakte bereikt.
Albert heeft drie perrons, die zich in rijrichting gezien na de splitsing bevinden; er zijn gescheiden perrons voor tramlijn 51 (vroeger tramlijn 55) naar Ukkel (Van Haelen) en de lijnen 3 en 4 van de Grote Ring in zuidoostelijke richting. In de richting van het centrum van Brussel (Noord-Zuidas) gebruiken de drie lijnen hetzelfde perron.

### Metrolijn 3
Tegen 2024 zou het station als zuidelijk eindpunt van de nieuwe Brusselse metrolijn 3 moeten dienen. Verdieping -1, vandaag een ruime lokettenzaal, vormt de eindhalte voor tramlijnen 51 en 4. Op verdieping -2, waar de trams momenteel nog stoppen, komen de perrons voor de metro.
Ook zal er een bijkomende tramtunnel worden aangelegd tussen het Rochefortplein ten noordwesten van Albert en het vernieuwde ondergrondse (pre)metrostation Albert. De nieuwe tramtunnel zal aansluiten op de bestaande tunnel vanuit het zuidoosten (Vanderkindere, huidige trams 3 en 4) zodat tramlijn 7 na Albert onder het Park van Vorst en over het Rochefort-plein naar Wiels zal kunnen sporen. Ook werd al beslist dat tramlijn 7 verlengd zal worden van Vanderkindere tot Albert.
In augustus 2018 werd de bouwvergunning verkregen en werd de ingebruikname van het nieuwe station geschat op 2023. Een paar maanden later werd de openingsdatum van het volledige station echter met een jaar uitgesteld. De ingebruikname van het nieuwe eindpunt van tramlijn 18 op verdieping -1 is in 2023 een feit geworden.

## Situering
Albert is gelegen onder het Albertplein in het noorden van de gemeente Vorst, tegen de grens met Sint-Gillis. Bovengronds is er aansluiting voorzien met buslijnen 37, 48 en 54 als ook Noctislijn N11.

## Kunst
Jephan de Villiers creëerde voor station Albert een op de denkbeeldige beschaving Arbonië gebaseerd kunstwerk. Het station wordt opgevat als ondergrondse archeologische vindplaats waar in totaal 210 beschreven ovale vormen aan te treffen zijn. Deze Geheugenfragmenten worden beschermd door een gevleugeld figuur van brons in de stationshal. Aan de wanden zijn doeken met geschriften opgehangen en op de splitsing van de sporen staat in een glazen kooi een 3 meter hoge Geheugenkoets van onder meer hout en linnen.

## Afbeeldingen

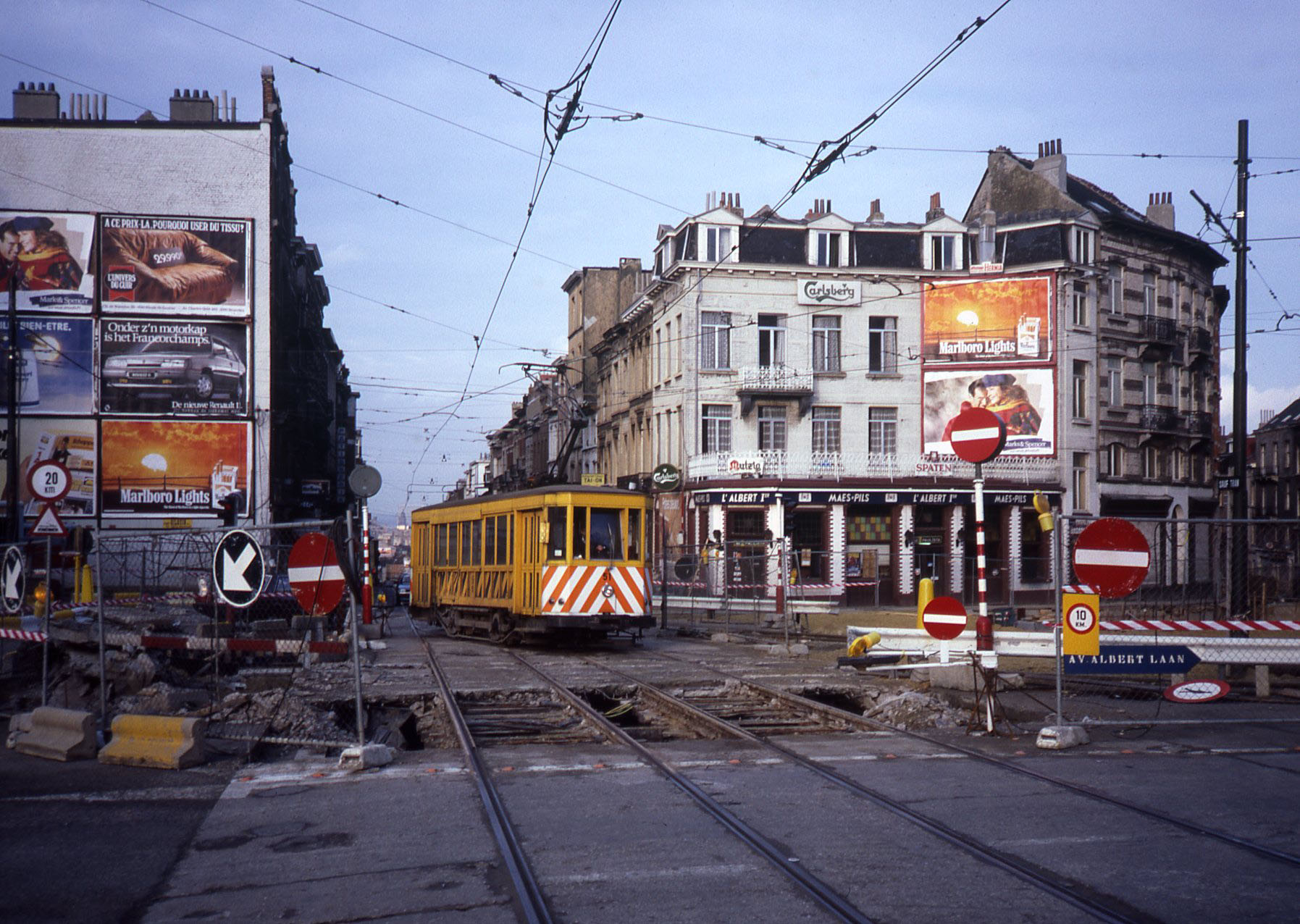
Bovengrondse situatie in 1986.
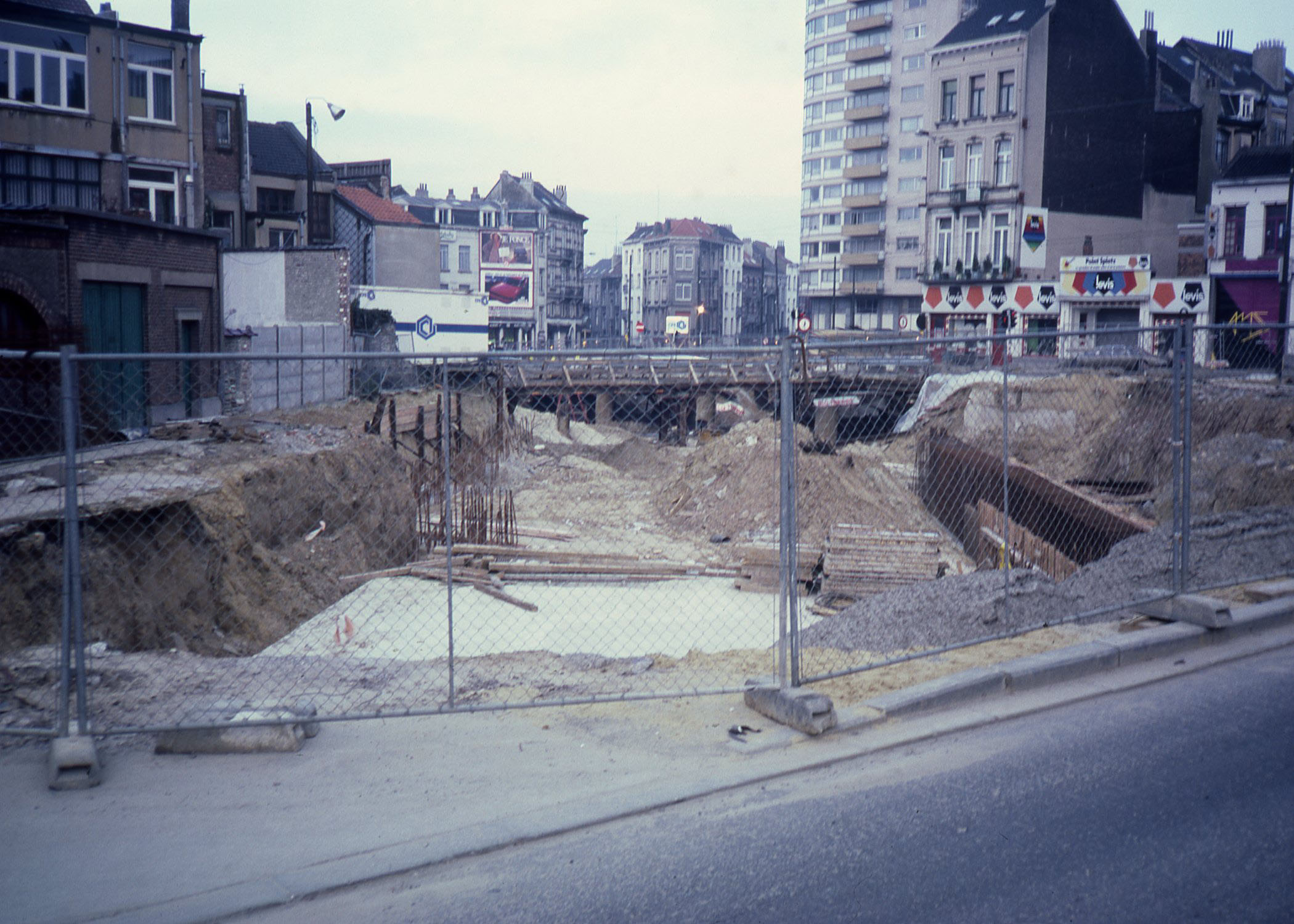
Bouw van het premetrostation in 1986.
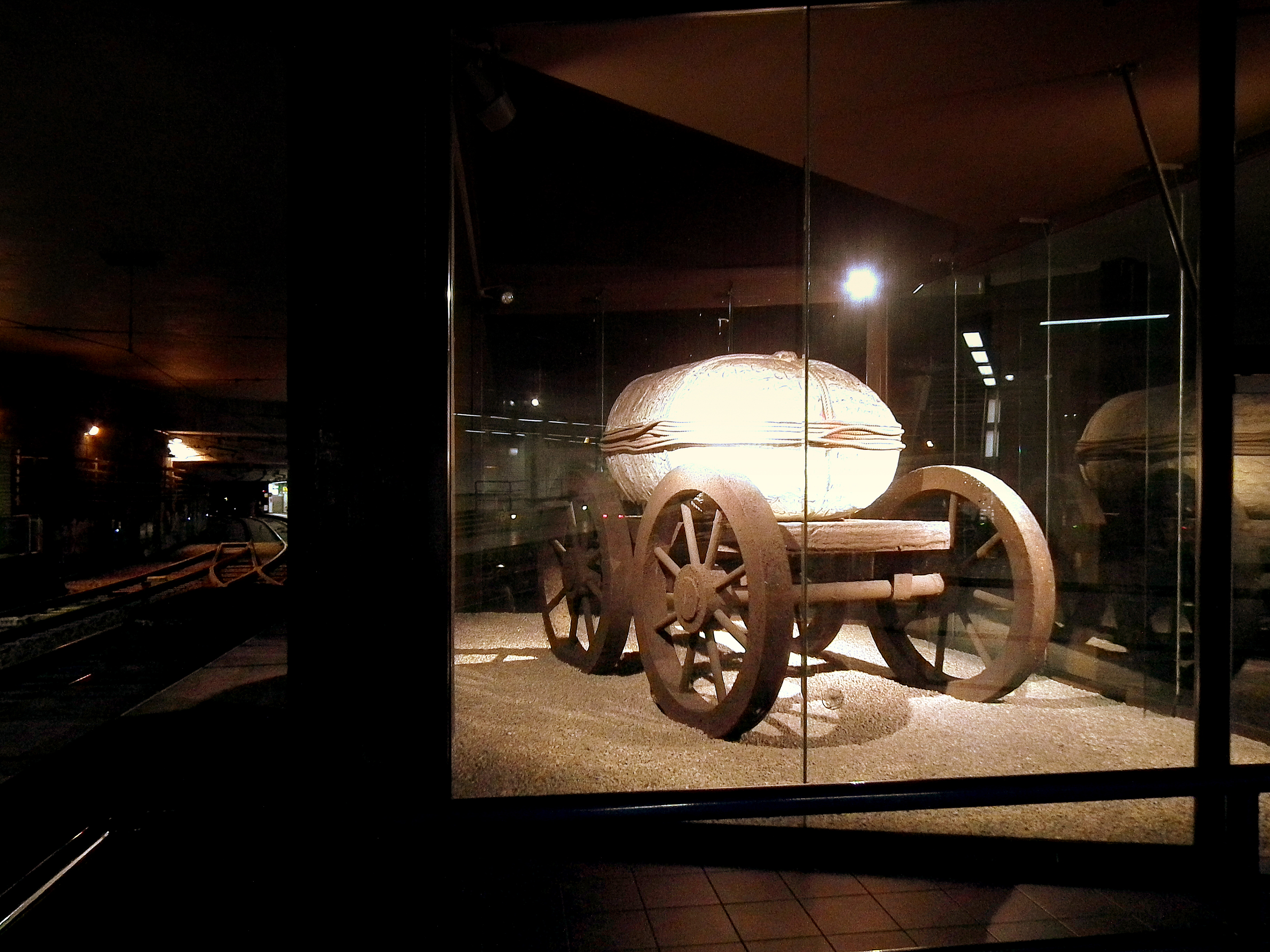
Kunstwerk in het station.
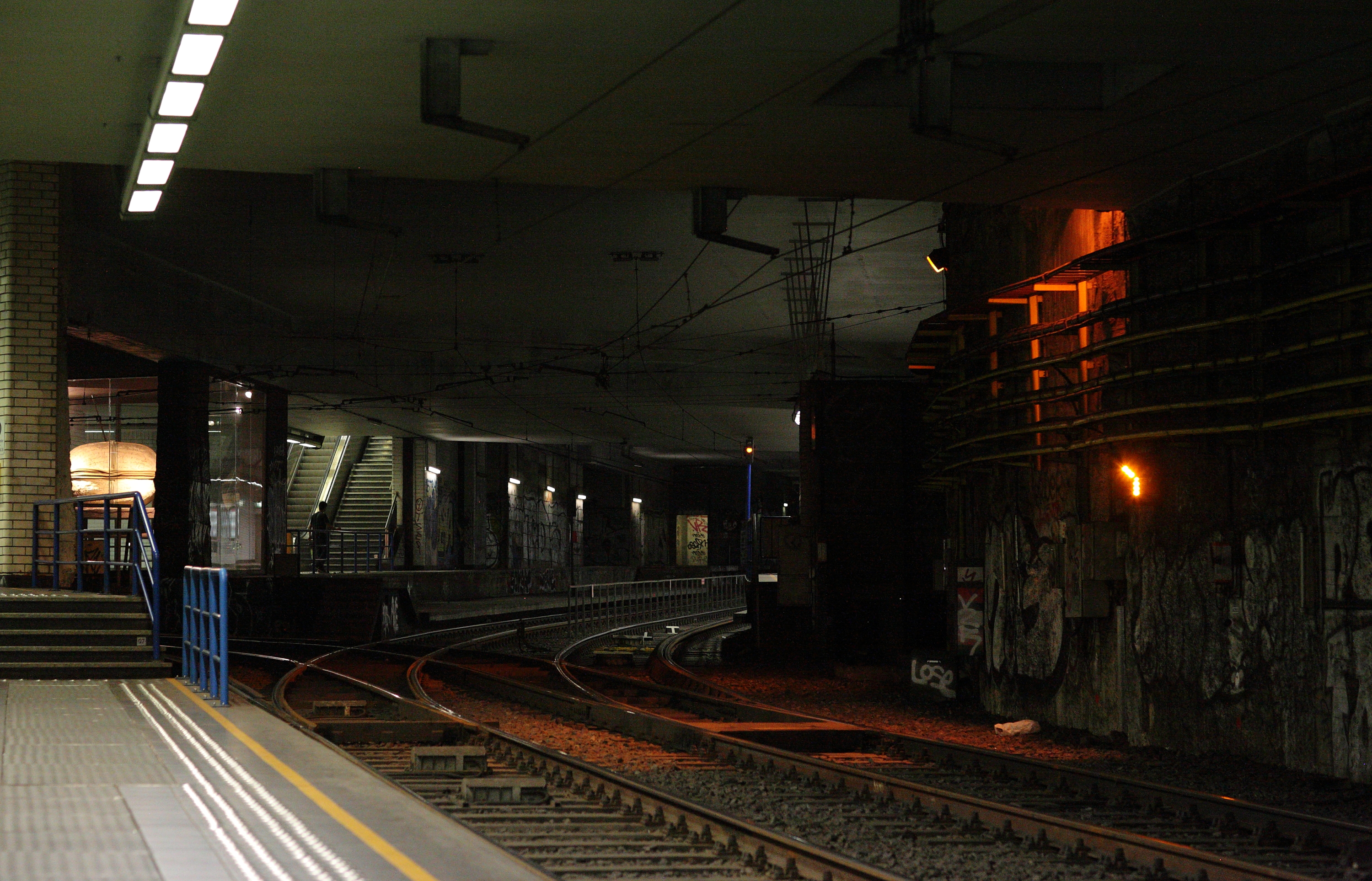
Splitsing van de sporen in het station.
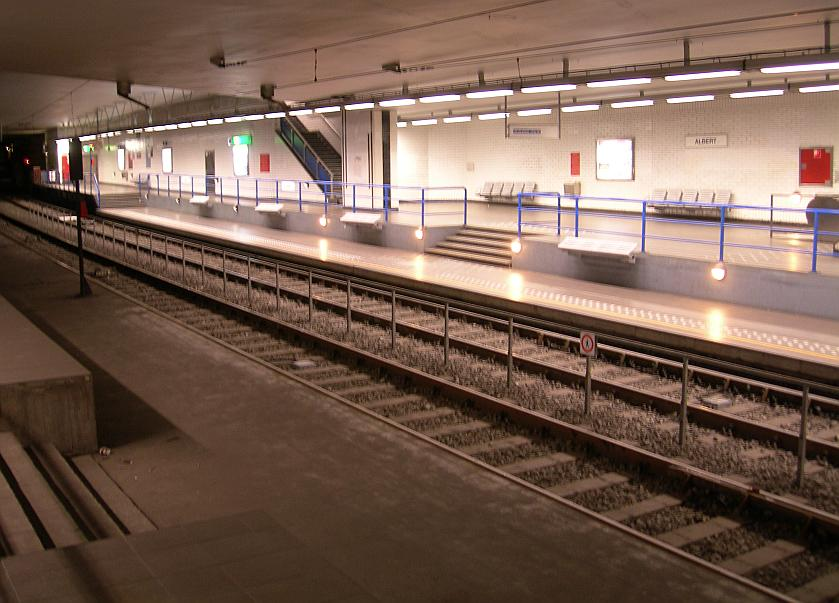